# Sospensione (chimica)

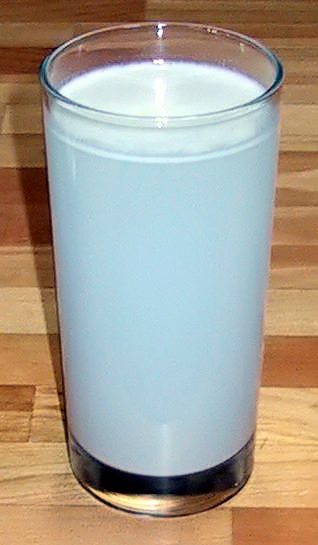
Sospensione di farina in acqua

In chimica, una sospensione è una dispersione, una miscela eterogenea in cui una fase solida con dimensione particellare >1 µm, è disciolta in una fase disperdente (o continua) fluida non in grado di sedimentare in tempo breve. 
A differenza della soluzione, in cui le due parti si uniscono dando origine ad un liquido perfettamente trasparente, nella sospensione la miscela è opaca e torbida, a causa dell'effetto Tyndall.
Il termine è frequentemente usato nelle scienze della Terra in riferimento alla modalità di trasporto di sedimenti in fiumi e oceani.
Una sospensione rimane tale fino a quando al sistema è applicata energia sotto forma di agitazione.
Quando l'apporto di energia cessa, le particelle di ogni dimensione sedimentano per effetto della gravità; il livello di energia determina la massima dimensione delle particelle che entrano in sospensione.
Quando la sospensione è al confine tra liquido e solido impregnato, si ha il fluido non newtoniano.
| Dimensione particella |               |                        |
| < 10−9 m              | 10−9 - 10−6 m | > 10−6 m               |
| Soluzione omogenea    | Colloide      | Sospensione eterogenea |

## Classificazione delle sospensioni
La sospensione di gocce di liquido o particelle solide in un gas è chiamata più precisamente aerosol.
Nell'atmosfera è presente una sospensione comprendente polvere, fuliggine, sale marino, solfati di origine vulcanica e biologica, nitrati e goccioline d'acqua.
La sospensione di sostanze lipofile in sostanze idrofile o viceversa è specificamente detta emulsione.
Le sospensioni più comuni sono quelle di solidi in acqua; alcuni esempi sono:
- Succo di frutta: polpa di frutta in acqua.
- Fango: terra, argilla e limo in acqua.
- Gelato: cristalli di ghiaccio in crema.

Altri esempi, definibili anche emulsioni colloidali sono:
- Maionese: gocce di acqua e aceto in olio con l'aiuto di tuorlo d'uovo come emulsionante.
- Latte: particelle di grasso e proteine in acqua.
- Crema per il viso